# Camellia gigantocarpa
Camellia gigantocarpa là một loài thực vật có hoa trong họ Theaceae. Loài này được S.Y.Hu & T.C.Huang mô tả khoa học đầu tiên năm 1965.